# Guerra do Totoposte
Guerra do Totoposte (em castelhano:  Guerra del Totoposte) foi um conflito centro-americano que ocorreu em duas fases: a Primeira Guerra do Totoposte (1890) ocorrida durante o governo do general Manuel Lisandro Barillas Bercián na Guatemala, após a derrubada do presidente salvadorenho Carlos Ezeta em El Salvador e quando os exilados salvadorenhos procuraram refúgio na Guatemala e solicitaram ajuda ao presidente Barillas para que detivesse os exércitos de Ezeta. A segunda fase do conflito surgiu após a negação de Manuel Estrada Cabrera de integração da Guatemala com a República Maior da América Central, por estar em desacordo com a tutela do presidente do México, o general Porfirio Diaz, e estar mais inclinado a trabalhar com governo dos Estados Unidos. Em ambas as fases, o povo guatemalteco ironicamente se referiu à guerra como o Guerra del Totoposte porque esta serviu unicamente para que se consumissem grandes quantidades destes alimentos à base de milho, sem chegar a combater  realmente.